# Hygrophorus russula
Hygrophore russule, Vinassier
Ne doit pas être confondu avec Russule hygrophore.
Espèce
L'hygrophore russule (Hygrophorus russula) est un champignon basidiomycète de la famille des Hygrophoraceae. 
Il a les lames cireuses typiques des hygrophores mais présente un teinte rose vineuse qui lui rappelle certaines russules. C'est une espèce qui apparait plutôt en fin d'automne sous les feuillus, ce qui permet de le distinguer d'autres espèces proches qui poussent plutôt sous les conifères. Il est comestible même si sa chair peut être amère, et fait notamment partie des traditions gastronomiques catalanes et ligures.

## Dénominations

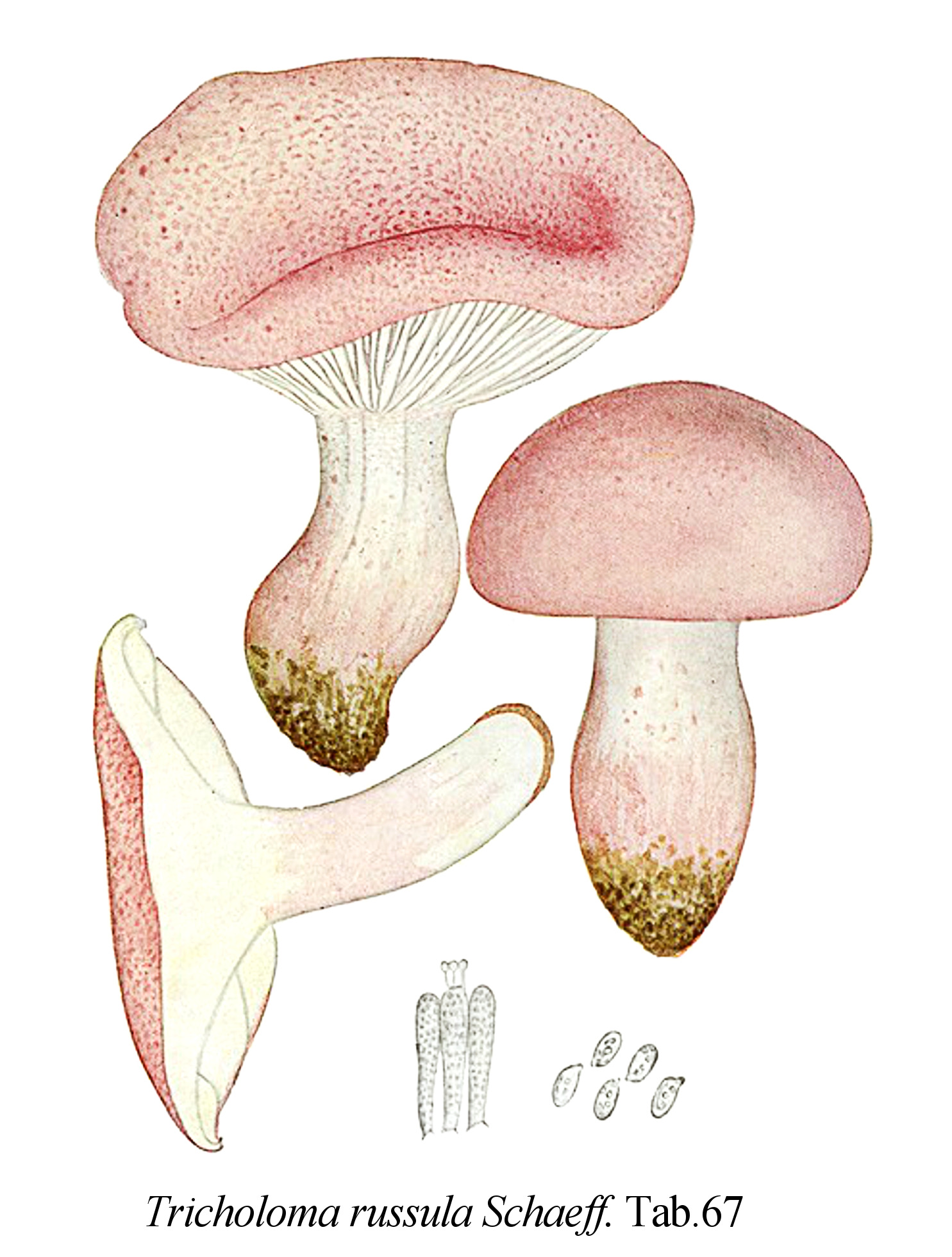
Illustration de Tricholoma russula (=Hygrophorus russula) par Giacomo Bresadola, 1927.

« Hygrophore russule » est le nom normalisé de cette espèce en français,. Il lui vient de sa coloration rougeâtre, qui rappelle celle de certaines russules. Le champignon est parfois appelé « vinassier » dans le Sud-Ouest. En Catalogne, où il est très apprécié, il est connu sous les noms de carlet  ou escarlet. En Toscane, le « roi des champignons » est appelé lardoiolo, et en Ligurie, on le nomme scimunìn car il pousse autour de la saint Simon (28 octobre).

## Taxinomie
Le champignon est décrit pour la première fois en 1774 par le naturaliste allemand Jacob Christian Schäffer sous le nom Agaricus russula. Le botaniste français Claude-Casimir Gillet le transfère en 1878 dans le genre Tricholoma. En 1918, l'Américain Calvin Henry Kauffman juge que la texture cireuse de ses lames justifie de le classer parmi les hygrophores.

## Description

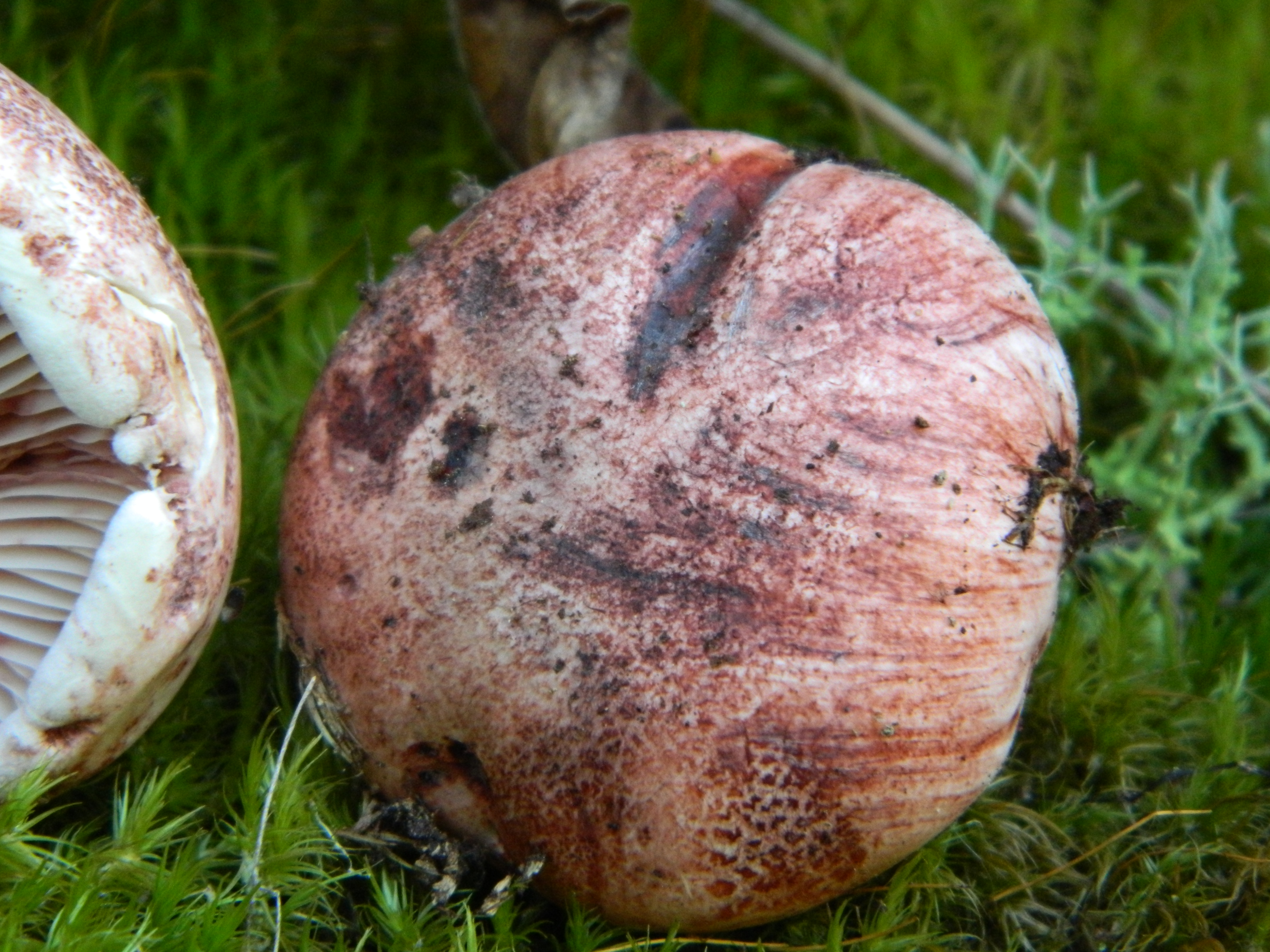
Le chapeau est souvent strié de fibrilles pourpres ou rose vineux.

Le chapeau, qui peut mesurer jusqu'à 20 cm, est hémisphérique puis convexe, parfois omboné au centre. Il est charnu et visqueux au début, sec ensuite. Les lames sont adnées à échancrées et plutôt serrées. Le stipe est plutôt trapu, parcouru de fibrilles longitudinales pourpres et granuleux au sommet. Tout le champignon est d'abord blanc ou blanc rosâtre, puis rapidement moucheté de rose vineux. La chair est épaisse et très dure, blanchâtre ou teintée de rosâtre. L'odeur est agréable et fruitée et la saveur douce ou parfois un peu amère.

### Espèces proches
Il existe d'autres hygrophores à tons vineux, mais ils poussent sous les conifères et en altitude : Hygrophorus purpurascens, qui a une cortine, Hygrophorus capreolarius, à l'aspect sale, et Hygrophorus erubescens, beaucoup moins charnu. Ce dernier se rencontre parfois sous les feuillus, mais sa chair est nettement amère et jaunit au toucher. Il existe aussi certaines russules à la coloration vineuse, qui se distinguent facilement par leur pied cassant comme de la craie.

## Habitat et distribution

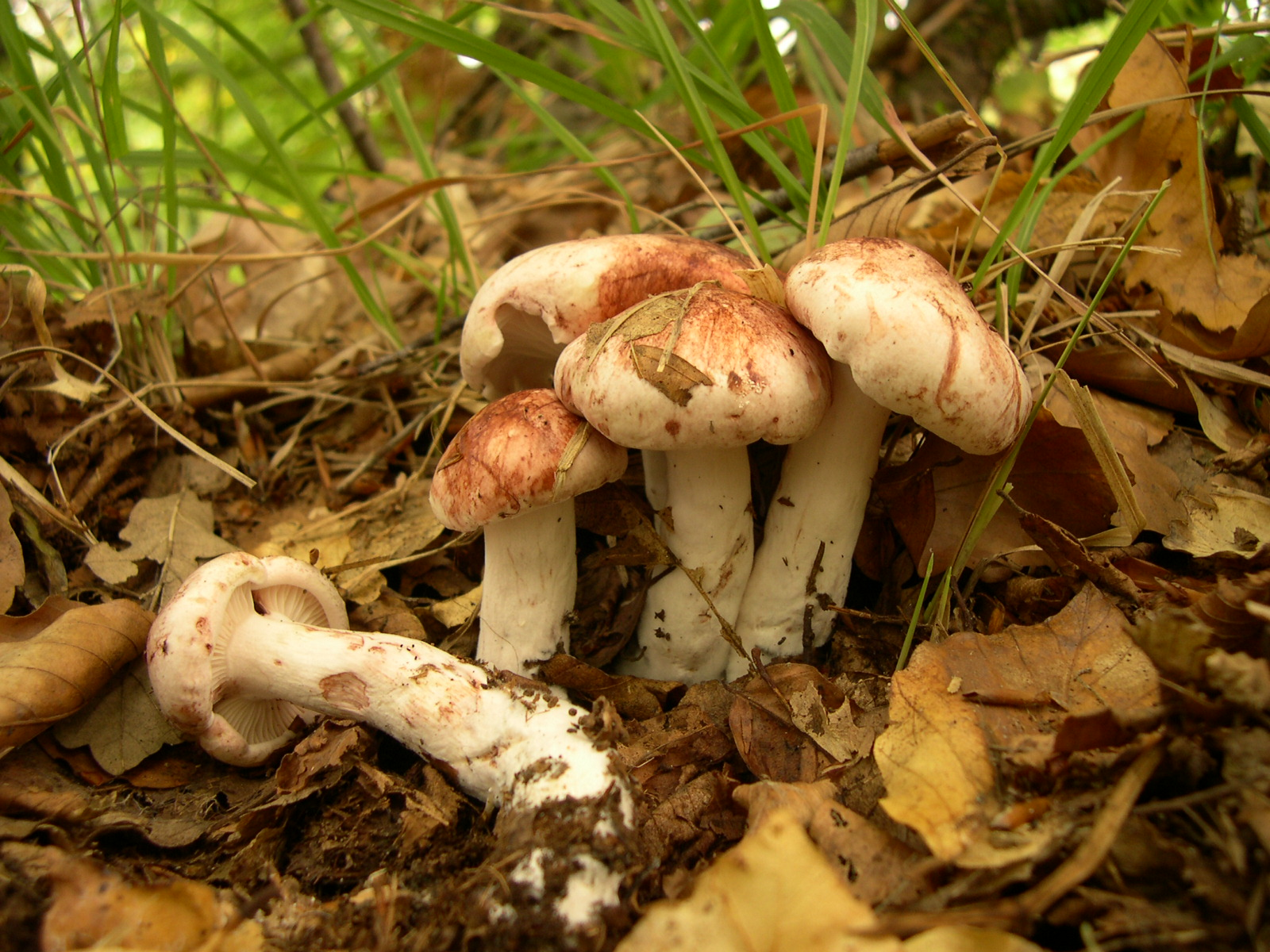
Jeunes spécimens près de Plaisance en Italie.

Ce champignon pousse en groupes sur les sols calcaires, au pied des feuillus comme le chêne et le hêtre. Il apparait en fin d'été et en automne, jusqu'en décembre. Il est surtout abondant dans les régions méridionales de l'Europe.

## Comestibilité
L'hygrophore russule est comestible, dont l'intérêt gustatif varie en fonction des auteurs de médiocre à bon, voire très bon. Il est surtout apprécié dans le Midi de la France, en Italie du Nord et en Catalogne. Certains sujets peuvent être amers, et il est conseillé de le récolter après un épisode de temps froid, pour éviter qu'il ne soit infesté de larves.